# Cambala speobia
Cambala speobia är en mångfotingart som först beskrevs av Chamberlin 1953.  Cambala speobia ingår i släktet Cambala och familjen Cambalidae. Inga underarter finns listade i Catalogue of Life.